# 教堂大道車站 (IRT諾斯特蘭大道線)
教堂大道車站（英語：Church Avenue station）是紐約地鐵IRT諾斯特蘭大道線的一個地鐵站，位於布魯克林夫拉特布什教堂大道及諾斯特蘭大道交界，設有2號線（任何時候停站）與5號線（僅平日停站）列車服務。

## 車站結構
| Ground | 街道層   | 出入口                                                                           |
| 月台層 | 側式月台 | 側式月台                                                                         |
| 月台層 | 北行     | ← 往威克菲爾德-241街 (文斯洛普街) ← 往伊斯徹斯特-代里大道或涅雷大道 (文斯洛普街) |
| 月台層 | 南行     | → 往夫拉特布什大道-布魯克林學院 (貝弗里路) →                                     |
| 月台層 | 側式月台 |                                                                                  |

此地下車站設有兩個側式月台和兩條軌道。
此月台的兩端比中央較窄，因為車站的出口和車站支柱位於該處。往曼哈頓月台設有一個報攤和牌匾紀念車站於1997年翻新。

## 外部連結
- nycsubway.org—Brooklyn IRT: Church Avenue
- nycsubway.org — Transitions Artwork by Louis Delsarte (2001) （页面存档备份，存于）
- Station Reporter — 2 Train
- The Subway Nut — Church Avenue Pictures （页面存档备份，存于）
- MTA's Arts For Transit — Church Avenue (IRT Nostrand Avenue Line)
- Church Avenue entrance from Google Maps Street View （页面存档备份，存于）